# Franz Quadflieg

Franz Quadflieg

Franz Quadflieg (* 10. Dezember 1900 in Meschede; † 1957 ebenda) war ein deutscher Politiker (NSDAP).

## Leben
Nach dem Besuch der Volksschule in Meschede war Franz Quadflieg von 1916 bis 1920 im Verwaltungsdienst tätig. Von Juni 1918 bis Dezember 1918 nahm er am Ersten Weltkrieg teil. In den Jahren 1920 bis 1933 war er Polierer bei der Fa. Wiebelhaus & Co in Meschede.
Zum 14. Februar 1926 trat Quadflieg in die NSDAP ein (Mitgliedsnummer 16.506) und übernahm das Amt eines Ortsgruppenleiters. Im März 1933 wurde er Stadtverordneter in Meschede. Von September 1933 bis Mai 1935 bekleidete er dort das Amt des Stadtverordnetenvorstehers. Seit Oktober 1933 war er zudem Kreisleiter (bis zum 30. April 1943) und Gauinspekteur der NSDAP und seit Mai 1935 Beauftragter der Partei.
Vom 29. März 1936 bis zum Ende der NS-Herrschaft im Frühjahr 1945 saß Quadflieg als Abgeordneter für den Wahlkreis 18 (Westfalen Süd) im nationalsozialistischen Reichstag.